# Maguireothamnus
Maguireothamnus är ett släkte av måreväxter. Maguireothamnus ingår i familjen måreväxter.
Kladogram enligt Catalogue of Life:
| Maguireothamnus | \| \| Maguireothamnus speciosus \| \| \| \| \| \| Maguireothamnus tatei \| \| \| \| |
|                 | \| \| Maguireothamnus speciosus \| \| \| \| \| \| Maguireothamnus tatei \| \| \| \| |
|                 | Maguireothamnus speciosus                                                           |
|                 |                                                                                     |
|                 | Maguireothamnus tatei                                                               |
|                 |                                                                                     |